# ヘヒトワーゲン (路面電車車両)
ヘヒトワーゲン（ドイツ語: Hechtwagen）は、かつてドレスデンのドレスデン市電を始めとしたドイツの路面電車で使用された車両。様々な革新的な設計や技術が採用され、大型のボギー車はグローサー・ヘヒト（Großer Hecht）、小型の2軸車はクライナー・ヘヒト（Kleiner Hecht）と呼ばれていた。

## 概要
ヘヒトワーゲンは両運転台の電動車で、運転台側へ向けて狭まっている形状となっているのが車体の特徴となっていた。これにはドレスデン市電の各地に存在した急な曲線区間を走行する際に車体のはみだしを防ぐ利点があり、その形状を魚のカマス（ヘヒト、Hecht）に例えたのが名称の由来となった。一方、運転士が後方を確認する事が困難で、バックミラーを用いても運転台直後の扉しか確認できないという欠点も存在しており、これが後年に置き換えが進む要因ともなった。運転室は客室から分離する事が出来、ドレスデン市電の車両で初めて運転士用の椅子が設けられた。また、運転時に使用しない後方の運転台は折り畳む事が可能で、それを含む運転室の空間は乗客用の立席スペースとして用いられた。動力台車には2基の主電動機が搭載され、足踏みペダルによる速度制御が行われる構造となっていた。「グローサー・ヘヒト」は満員時でも最高速度60 km/hでの走行が可能であった。

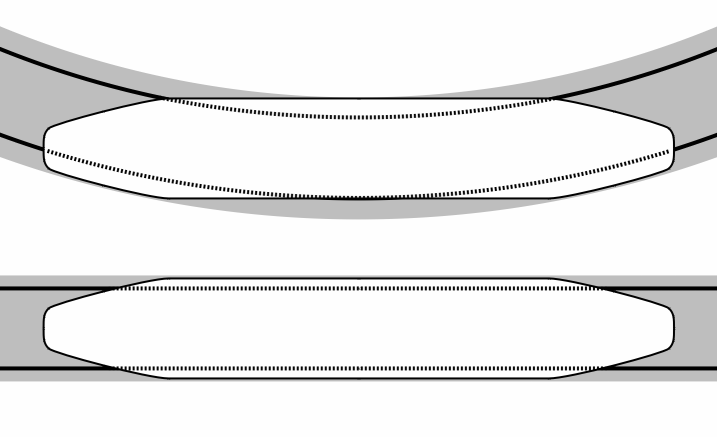
ヘヒトワーゲンの車体構造 曲線走行時でも車体のはみだしを抑える事が出来る

## 運用
ヘヒトワーゲンのうち、「グローサー・ヘヒト」の最初の車両は1929年から1930年に製造された2両の試作車で、長期に渡る試運転を経て1931年から量産が開始され、前述した様々な革新的な設計や技術がドレスデン市電の乗務員や乗客から高い評価を得た。製造は1932年まで続けられ、試作車を含めて33両が作られた。その後、第二次世界大戦中に8両が戦災で廃車された一方、戦後復興の一環として1954年に機関車・客車国有企業協会（LOWA）がゲルリッツが有した工場で2両が増備された他、同工場製の台車を用いた既存の車両の修繕工事も実施された。1両での単独運転も可能であったが、営業運転時は後方に付随車を連結する運用が主体であった。
一方、大型車両である「グローサー・ヘヒト」では輸送力が過剰となる路線へ向けて、全長11.6 mの2軸車である「クライナー・ヘヒト」の開発が1930年代以降行われ、1934年11月に試作車が製造された後、1次量産車が1936年に25両、2次量産車が1938年から1939年にかけて22両製造された。これらの車両は試作車を除いて「グローサー・ヘヒト」と同様に両運転台車両であり、折り畳み式の背面を備えた転換式クロスシートにより乗客は常に進行方向へ向けて着席する事が可能であった。これらの車両も単独運用の他、後方に付随車を連結する運用も実施されたが、技術的な問題により第二次世界大戦中の1943年以降一時的に全車運用から離脱する事態となった。その後、1950年代以降制御装置を交換した事により問題は解決に導かれた他、通気口の追加、車内照明の交換などの改造も同時に実施された。

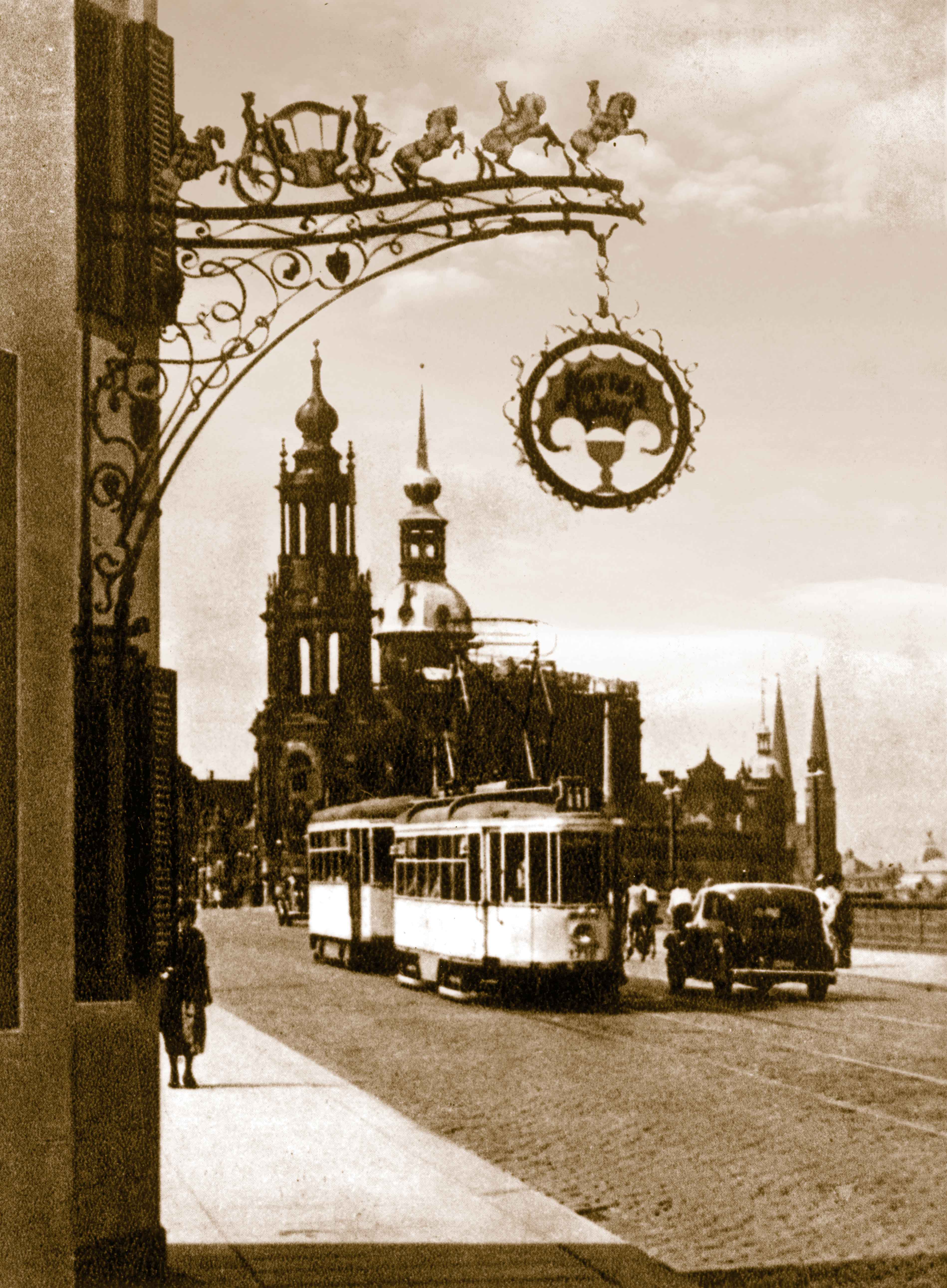
付随車を牽引する「グローサー・ヘヒト」（1932年撮影）
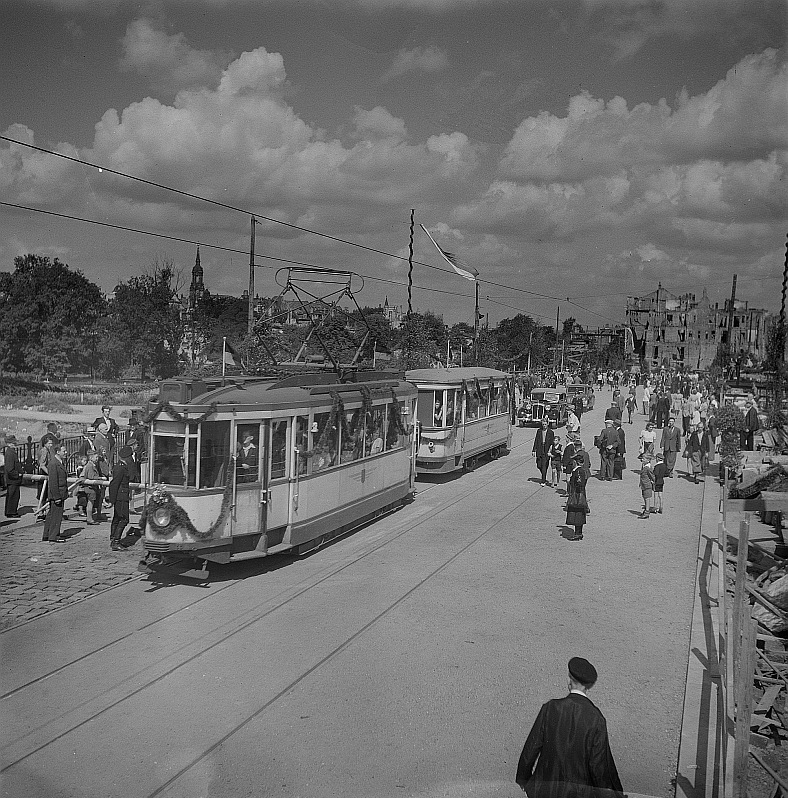
付随車を連結した「クライナー・ヘヒト」（1940年代撮影）
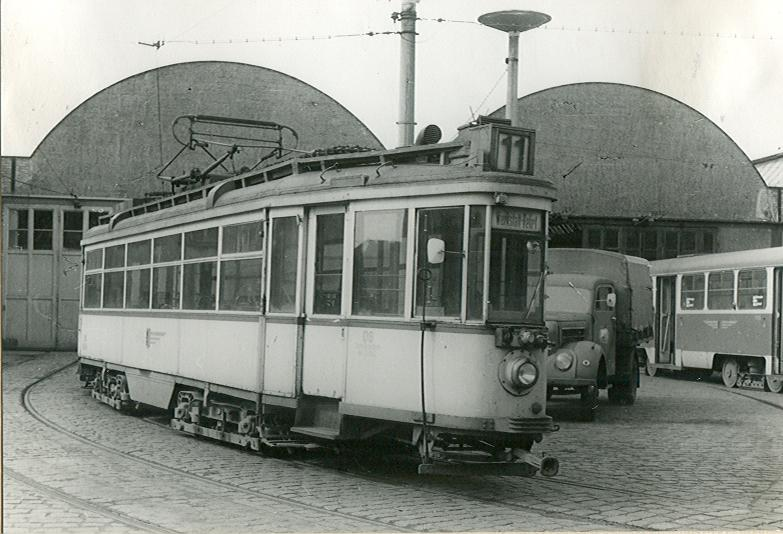
現役末期の「グローサー・ヘヒト」（1973年撮影）

第二次世界大戦後も両種の車両はドレスデン市電の各系統で使用されたが、タトラカー（タトラT4D）への置き換えが進められた結果、1970年代までに営業運転から撤退した。2024年現在、ドレスデン路面電車博物館に「グローサー・ヘヒト」が1両（1716）、「クライナー・ヘヒト」が1両（1820）が動態保存されている他、ドレスデン交通博物館にも「グローサー・ヘヒト」が1両（1702）静態保存されている。

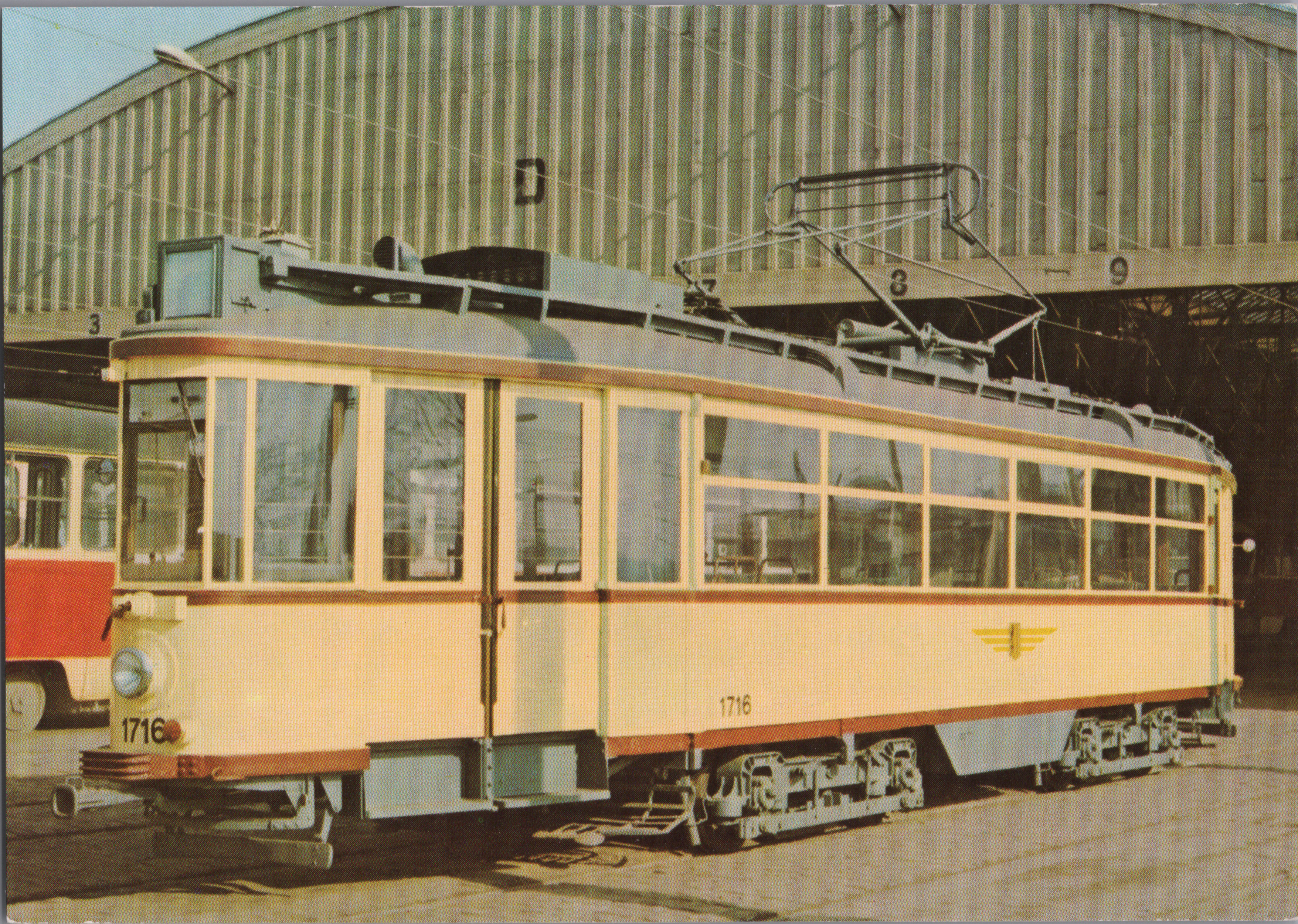
保存されている「グローサー・ヘヒト」（1716） （1989年撮影）
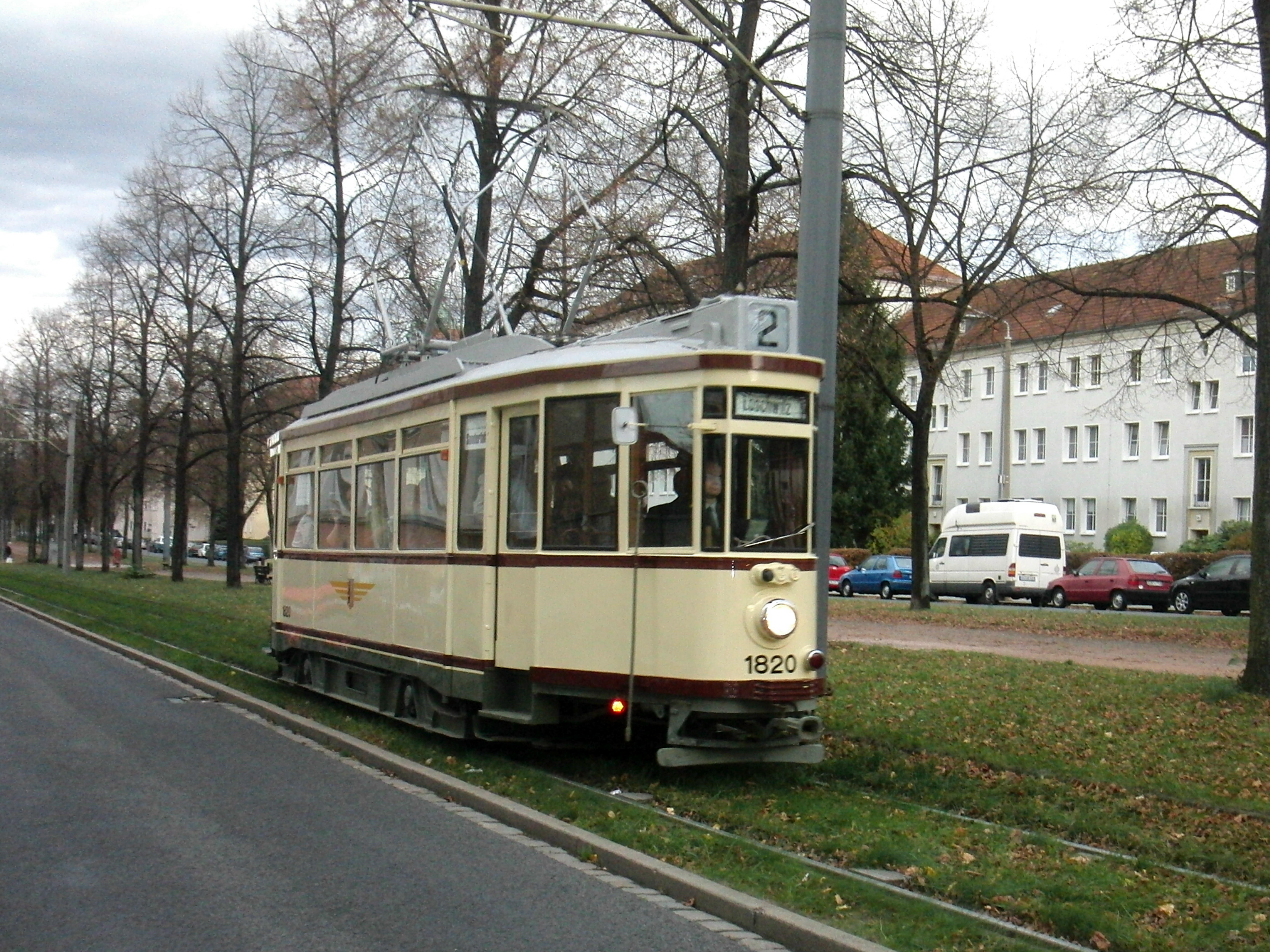
動態保存されている「クライナー・ヘヒト」（1820） （2013年撮影）
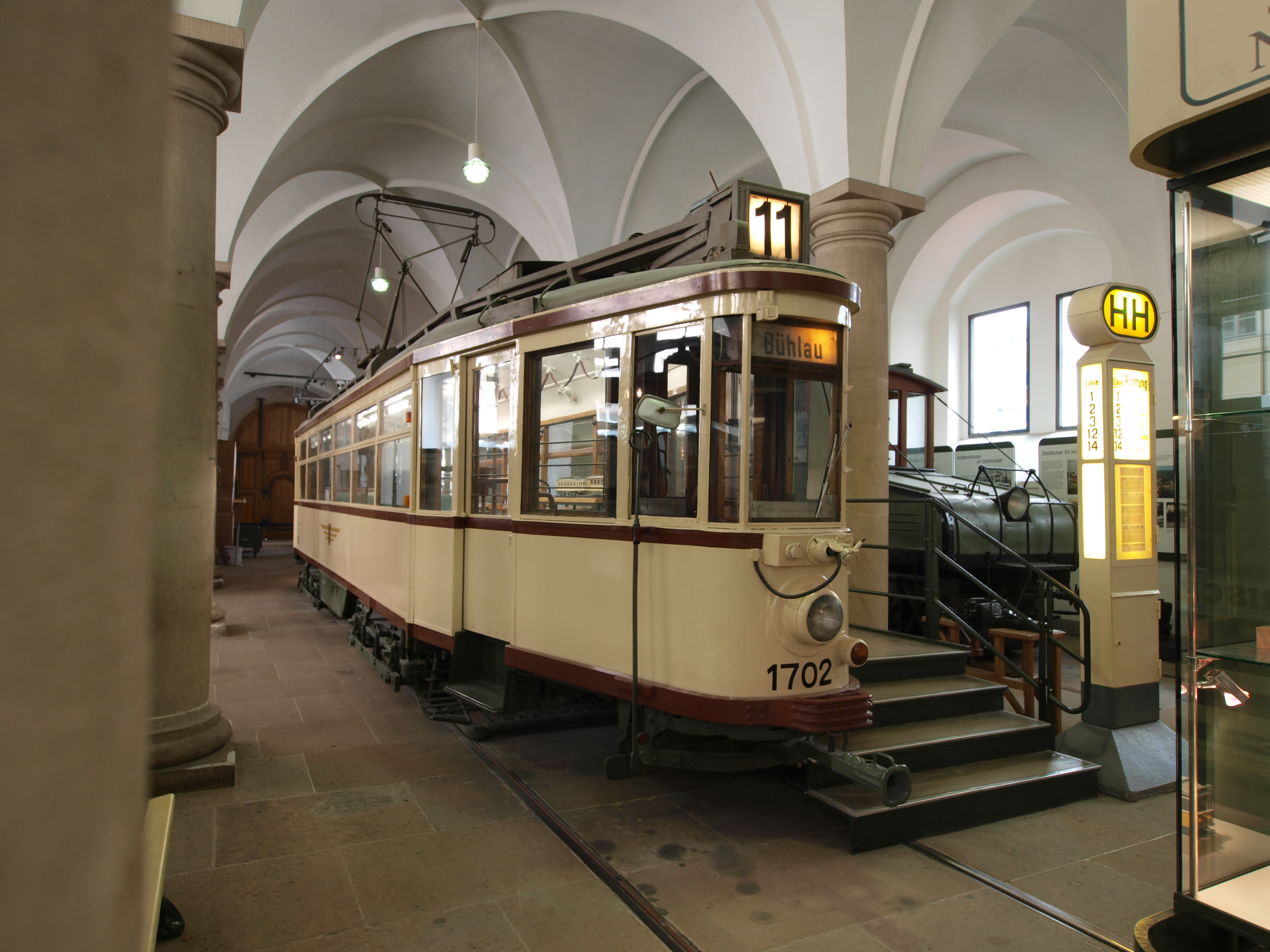
ドレスデン交通博物館で保存されている「グローサー・ヘヒト」（1702） （2012年撮影）

## 同型車両
2軸車の「クライナー・ヘヒト」については、クリストフ&アンマック工場により1938年から1944年にかけてマクデブルク市電（マクデブルク）向けの車両が18両製造され、1973年まで営業運転に用いられた。以降も1両が現存し、2024年現在動態保存が行われている。

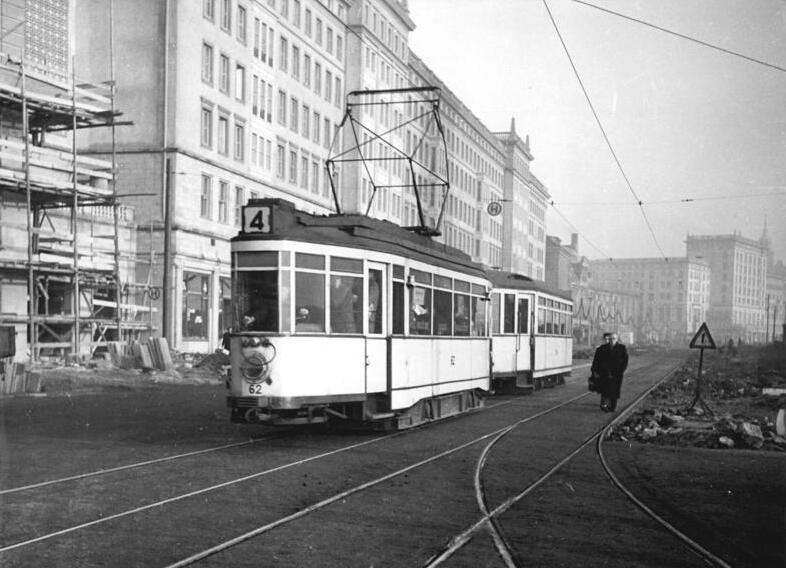
現役時代の「クライナー・ヘヒト」（マクデブルク市電）（1955年撮影）
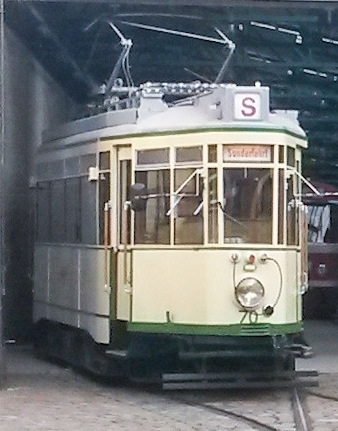
動態保存されているマクデブルク市電の「クライナー・ヘヒト」（2016年撮影）

## 関連車両
- シュトゥットガルト路面電車T2形電車（ドイツ語版） - シュトゥットガルト市電に導入された2軸車。車体の設計はヘヒトワーゲンが基になっている[9]。